# Tromsøysundet
69°41′6.84″N 19°1′44.4″Ø / 69.6852333°N 19.029000°Ø
Tromsøysundet er et 11 km langt sund i Tromsø kommune i Troms og Finnmark fylke i Norge.
Sundet skiller Tromsøya fra fastlandssiden af Tromsø by. Bredden er 3 km længst i nord, og smalner ind til omkring 600 meter mellem Tromsø centrum og Storsteinnes i Tromsdalen. Sundet krydses af to vejforbindelser: Tromsøbroen og Tromsøysundtunnelen.